# 馬弗勒斯·納坎巴
馬弗勒斯·納坎巴（英語：Marvelous Nakamba；1994年1月19日—），津巴布韋職業足球員，現效力英超球隊盧頓。

## 榮譽
維迪斯
- 荷蘭盃冠軍 : 2016–17

布魯日
- 比甲冠軍 : 2017–18[4]

盧頓
- 英冠附加賽冠軍 : 2023[5]